# Giuseppe Motta (politico italiano)
Giuseppe Motta (Augusta, 4 agosto 1902 – Augusta, 14 novembre 1984) è stato un politico, storico e saggista italiano.

## Biografia

### La militanza comunista
Nel 1924, fonda la sezione cittadina del partito comunista e nel 1925 durante un convegno clandestino alla presenza di Umberto Terracini, uno dei maggiori esponenti del Pcd'I, futuro presidente dell'Assemblea Costituente, viene nominato segretario provinciale del partito della provincia di Siracusa, che comprendeva l'attuale provincia di Ragusa. 
Nei primi giorni di aprile 1927 viene convocato alla sede del Fascio per firmare una sorta di resa, Motta rifiuta l’invito sostenendo di non aver commesso alcun reato contro lo Stato, il 7 aprile i fascisti procedono all'arresto e viene trasferito nel carcere romano di Regina Coeli. Il processo si concluderà con la condanna a 13 anni di reclusione, tre anni di vigilanza speciale oltre all'interdizione perpetua dai pubblici uffici, per cospirazione contro i poteri dello Stato e incitamento alla guerra civile. Giuseppe Motta fu uno dei pochi antifascisti di Siracusa a essere condannato a una pesante pena detentiva quale dirigente comunista.
Durante gli anni di prigionia Motta si dibatte in una crisi ideologica e abbraccia le idee liberal-crociane, dopo aver letto i testi del filosofo Benedetto Croce, attirando in tal modo l'ostilità dei compagni comunisti che lo accusano di avere rinnegato il comunismo e chiedono che Motta venga allontanato dal braccio dei politici e rinchiuso come delinquente comune.

### L'adesione al liberalismo

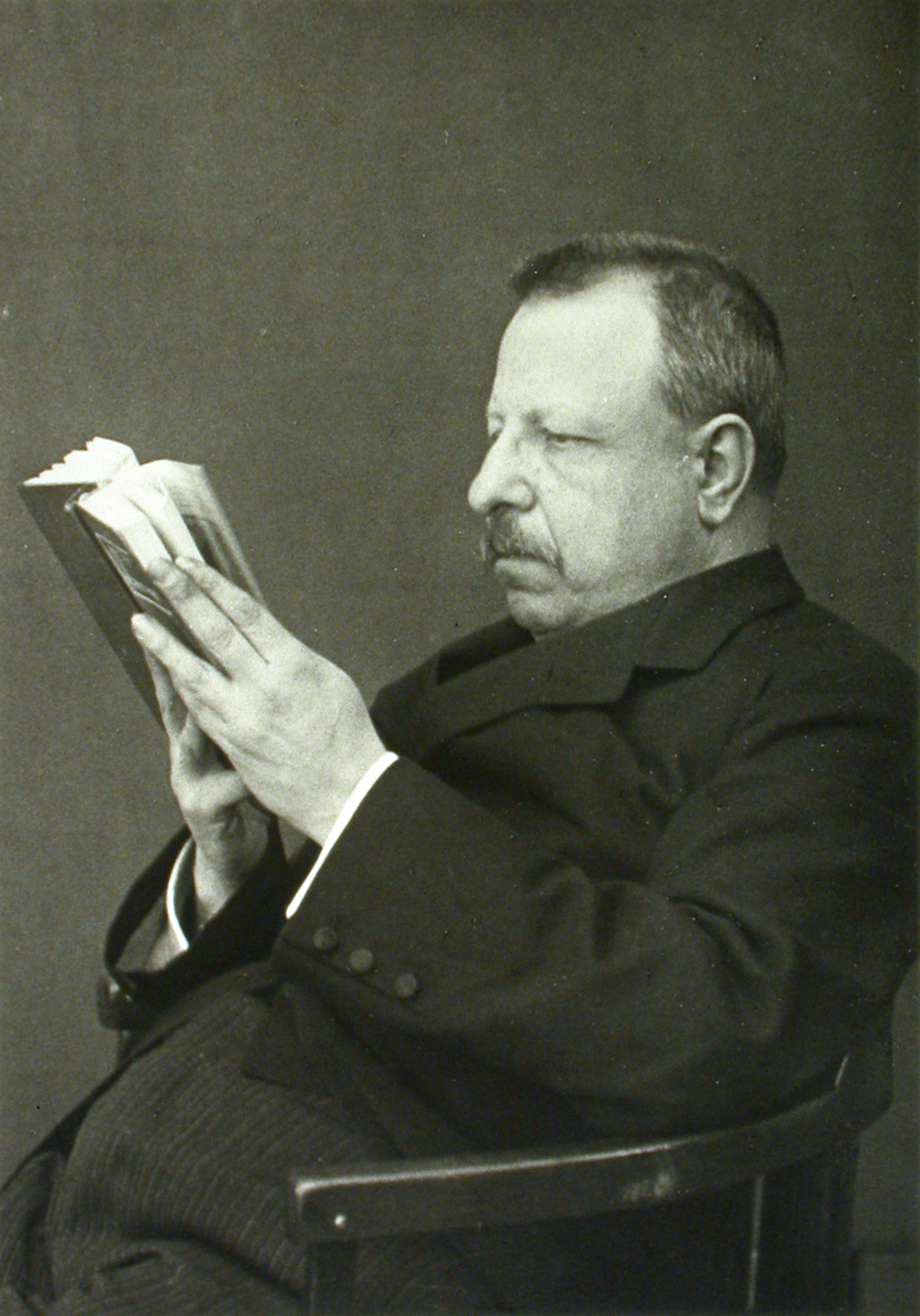
Benedetto Croce in una celeberrima fotografia

In una delle lettere che Giuseppe invia a Croce, con il quale in seguito instaurerà un rapporto epistolare, Motta esprime al filosofo-senatore un'immensa gratitudine per avergli aperto la mente. Esprime anche il profondo dolore che gli causa l'atteggiamento dei suoi ormai ex compagni comunisti: dice di sentirsi in un carcere rosso all'interno di un carcere nero. Di questi 13 anni, per sopravvenuta amnistia, ne sconterà sette peregrinando da un carcere all'altro da Alessandria a Lucca, a Lecce e a Civitavecchia.
A Civitavecchia incontra Altiero Spinelli, padre fondatore del Movimento Federalista Europeo. Gli anni del carcere sono caratterizzati dalle frequenti lettere che sia Motta sia la madre, Santa Ternullo invieranno al ministro per ottenere il trasferimento del detenuto in un penitenziario più vicino a casa, così come Antonio Gramsci, che scrisse a "sua eccellenza capo del governo" per essere ricoverato in una clinica specialistica, con uno stile reverenziale - burocratico, Gramsci invoca l'applicazione di un regolamento del codice penale che prevede un trattamento favorevole al reo che si trovi in gravi condizioni di salute. (Solo nel 1937, quando ormai le sue condizioni sono gravissime, Gramsci viene trasferito in una clinica specialistica dove morirà all’età di 46 anni). Scontati i sette anni di carcere, Motta chiederà di essere trasferito a Milano dove frequenterà per un certo periodo l’università Bocconi, e dove troverà lavoro alla Sapsa, una consociata della Pirelli. 
Tornato ad Augusta nel 1943, ormai fervente liberale, diviene membro del Comitato di Liberazione provinciale, segretario provinciale del Partito Liberale e presidente dell'associazione cittadina dei commercianti. Nel 1944 viene nominato dal prefetto sindaco di Augusta. Qualche anno dopo, nel 1946, durante una riunione di liberali siciliani si rende conto, però, che il liberalismo è un'utopia e che pochi sono i veri fedeli agli insegnamenti di Luigi Einaudi e di Croce.

### L'adesione al federalismo
È questo, probabilmente, il momento in cui Motta ha una nuova svolta ideologica, che si esprime nel 1953, quando partecipa al comitato centrale del Movimento Federalista Europeo, fondato da Altiero Spinelli, uno dei più fervidi propugnatori dell'idea di una Europa unita, oggi considerato uno dei precursori dell'Unione Europea. Motta e Spinelli condividono l'esperienza marxista della gioventù, la successiva adesione al pensiero crociano e infine l'ideale federalista europeo.
Nel 1953 Motta partecipa all'Aja al congresso della Comunità Economica Europea, come membro del Comitato Centrale del Movimento Federalista Europeo. Pubblica nel 1955 La nuova idea per propugnare un’Europa unita e nel 1964, La Sicilia e il federalismo, una raccolta di scritti sulla Sicilia e sui problemi inerenti al federalismo. Qualche anno dopo, abbandonata la politica, si dedica esclusivamente a scrivere una Storia di Augusta, di cui nel 1972 uscì il primo e unico volume, a cura di Giorgio Càsole. Il seguito del saggio è rimasto inedito.